# Banana Boat
Banana Boat - muški vokalni sekstet koji izvodi pjesme a cappella, specijalizira se za originalno autorsko stvaralaštvo na području suvremene mornarske pjesme te za originalnu autorsku intepretaciju klasične mornarske pjesme, eksperimentira također s drugim glazbenim vrstama (božićne pjesme, popularne pjesme i jazz pjesme). Član međunarodnog društva International Seasong and Shanty Association (ISSA).

## Biografija
Skupina Banana Boat je nastala na osnovi višečlane formacije koja djeluje od 1993. do 1994. god. pod nazivom Jack Steward. Osnovao ju je Maciej Jędrzejko. Sastav su činili učenici srednjih škola iz Sosnowieca (prije svega IV. Gimnazija Stanisława Staszica i II. Gimnazija Emilije Plater). Cilj je ove grupe mladih ljudi bio organiziranje morskog putovanja oko Islanda. Skupina je trebala uvesti potencijalne sudionike ekspedicije u problematiku marinističke kulture i potaći ih na jedrenje. Dodatno, Jack Steward je trebao tražiti potporu sponzora za ostvarivanje same ideje putovanja. Iako projekt nikada nije realiziran a Jack Steward se raspao 1994. god., Maciej Jędrzejko je pozvao Paweła Koniecznog, Aleksandra Kleszcza oraz Karola Wierzbickog iz prethodne formacije u novu skupinu, koja je od 1994. god. - već kao kvartet a cappella - prihvatila ime Banana Boat. U ovome je sastavu skupina debitirala na festivalu Tratwa '94 i zabilježila prve ozbiljne uspjehe dobivši - između ostalog - Nagradu Komandora Zbyszka Sowińskog (1994.), glavnu nagradu festivala Prosiak (1994.) te priznanje na Međunarodnom festivalu Shanties (1996.).
U godinama 1996. – 1998. skupina - čiji su članovi počeli studirati - obustavlja djelatnost da bi se krajem godine 1998. vratila na scenu u novom petočlanom sastavu koji je dopunio na prijelomu 2008. i 2009. novi bas, Piotr "Qdyś" Wiśniewski". Sadašnji sastav skupine čine:
- Maciej "YenJCo." Jędrzejko, frontmen i vođa skupine,
- Paweł "Konik" Konieczny, kompizitor i izvođač visokih tonova,
- Paweł "Synchro" Jędrzejko, autor većine originalnih tekstova sastava i izvođač baritonskih tonova,
- Tomasz "Mundry" Czarny, aranżer, kompozitor i bas/bariton,
- Michał "Ociec" Maniara, manager Umjetničke agencije BananaArt.Pl Art i istovremeno izvođač središnjih tonova.
- Piotr "Qdyś" Wiśniewski, izvođač basovskih tonova.

Sadašnji članovi sastava su aktivni jedraši. Njihove profesije u privatnom životu su: medicina, stomatologija, bankarstvo, pravo, trgovina i visoko školstvo. Od 1998. god. skupina Banana Boat je osvojila najvažnije nagrade na poljskim festivalima glazbe mora, snimila je dva albuma, sudjelovala je u mnogim kolektivnim projektima i stalno održava koncerte u malim klubovima i na velikim festivalima kako u Poljskoj, tako i u inozemstvu. 

## Organizacijska, propagatorska i dobrotvorna djelatnost
- U godinama od 2002. do 2007. skupina Banana Boat u suradnji s Kulturnim domom grada Łaziska Górne je organizirala Festival mornarske pjesme Zęza.
- 2006. god. skupina je sudjelovala u harirativnoj akciji Vidjeti more
- 2008. god. Maciej Jędrzejko, frontmen i vođa skupine, bio je organizator i art direktor festivala World Music Fusion - Euroszanty & Folk u Sosnowiecu
- Svake godine skupina sudjeluje u dobrotvornim koncertima Velikog orkestra blagdanske pomoći
- Vođa sastava, Maciej Jędrzejko, utemeljitelj je i glavni urednik Slobodnog portala mornarske pjesme Szantymaniak.pl te glavni urednik časopisa Szantymaniak
- Članovi sastava su u žirijima festivala mornarske pjesme te sudjeluju u radionicama mornarske pjesme kao predavači i instruktori

## Koncerti i međunarodna suradnja
U inozemstvu skupina je održala koncerte u Češkoj (Fulnek 2002.), u Italiji (Ravenna 2003.), u Francuskoj (Paimpol 2005., Chateau-Thierry 2007., Essômes-sur-Marne 2009.), u Irskoj (Cork/Cobh 2005., 2006.), u SAD-u (Nowy Jork 2005.), u Nizozemskoj (Appingedam 2006.) te u Njemačkoj (Bremen-Vegesack 2008.). Kao član ISSA, skupina surađuje s umjetnicima marinističke scene koji su također članovi te organizacije. 2008. god. pjesme Banana Boat našle su se na albumima dobrotvornog projekta "Lafitte's Return" (SAD). Sada sastav realizira miniprojekt a cappella koji će rezultirati snimanjem dviju pjesama s irskom zvjezdom Eleanor McEvoy.

## Nagrade
Uz mnoge nagrade grand prix, glavne nagrade i nagrade publike, koje su osvojene na svim važnijim festivalima glazbe mora u Poljskoj, skupina je dupli dobitnik II. nagrade Američkog društva glazbe a cappella - CASA u kategorijama: Najbolji album folk glazbe/World za godinu 2005 za album "A morze tak, a może nie..." /A možda da, a možda ne.../ te Najbolja pjesma u žanru Folk/World za godinu 2005. za pjesmu "Arktyka" /Arktik/.

## Diskografija
- Album: A morze tak, a może nie (BananaArt.Pl 2004) /A možda da, a možda ne.../
- Minialbum:  Banana Boat...Świątecznie (BananaArt.Pl 2004), Banana Boat...blagdanski(s božićnim pjesmama)
- Pjesme na kompilaciji:  Szanty dla Pajacyka /Mornarske pjesme za pajaca/, s koje je cijeli prihod doniran Poljska humanitarna akcija.
- Pjesme na albumima"Lafitte's Return", s kojih je prihod doniran žrtvama uragana Katrina (2008.)

## Poveznice
- službena www stranica skupine Banana Boat
- Banana Boat u MySpace
- Banana Boat u Acapedia[neaktivna poveznica]